# Senegalese griel
De Senegalese griel (Burhinus senegalensis) is een vogel uit de familie van grielen (Burhinidae).

## Kenmerken
De Senegalese griel lijkt sterk op de gewone griel. De vogel is gemiddeld iets kleiner (35 tot 39 cm lang) en heeft een langere snavel. De witte vleugelstreep ontbreekt; op de vleugel is wel een zwarte band zichtbaar met daaronder grijs. Deze soort griel heeft verder een voorkeur voor nattere gebieden dan de griel.

## Verspreiding en leefgebied
De Senegalese griel komt voor in het dal van de Nijl en de Nijldelta en verder in een brede band door West- Midden en Oost Afrika tussen de Sahara en de evenaar. Het leefgebied bestaat net als bij de griel uit open landschappen, maar gemiddeld met een voorkeur voor meer vochtig terrein zoals kreken en rivieroevers.

## Status
De grootte van de populatie wordt geschat op 13-33 duizend volwassen vogels en er bestaan geen gegevens over trends. Er is echter geen aanleiding te veronderstellen dat de soort in aantal achteruit gaat. Om deze redenen staat de Senegalese griel als niet bedreigd op de Rode Lijst van de IUCN.